# ケリー・レミュー
ケリー・レミュー（Kelly LeMieux, 1967年4月7日 - ）はアメリカ西海岸を拠点に活動するベーシスト。アメリカ合衆国ミネソタ州出身。

## 経歴
1980年代後半に、ゴールドフィンガーのジョン・フェルドマン等とエレクトリック・ラヴ・ホッグスで活動。
1992年にバンド名を冠したアルバムをリリース。うち2曲はモトリー・クルーのトミー・リーがプロデュースしたことで話題になった。LAガンズとUSツアーをする。
パンク・ロック・バンドFEARでプレイしたことがある。
SHRINE、22Jacksなどを経て、1998年にゴールドフィンガーに加入し、ジョン・フェルドマンと再びプレイすることとなる。
1996年にはメガデスのデイヴ・ムステインのプロジェクト「MD.45」に参加し、『The Craving』をリリース（ヴォーカルはFEARのリー・ヴィング、ドラマーは後にメガデスに加入することになるジミー・デグラッソ）。
2013年秋からはバックチェリーのベーシストの脱退に伴い、ツアーに参加。現在は公式にバンドメンバーとなる。
同年、シェーン・ギブソンとトーマス・ラングで構成されていたstOrkに加入。翌年にアルバム『Broken Pieces』をリリースするが、ギブソンの病死により活動停止状態にある。